# Hans Memling
Hans Memling (Seligenstadt, 1436 circa – Bruges, 11 agosto 1494) è stato un pittore tedesco di formazione fiamminga.
Fu tra i principali maestri della "seconda generazione" della pittura fiamminga, dopo quella dei pionieri come Jan van Eyck, Robert Campin e Rogier van der Weyden. Le sue opere sono caratterizzate da un'eleganza raffinata, a tratti malinconica, che riassume al meglio la breve ma intensa stagione artistica promossa dai mercanti di Bruges.

## Biografia
Nei pressi di Aschaffenburg, in Baviera, si trova ancora oggi la cittadina di Mömlingen, dal quale si pensa sia derivato il cognome della famiglia Memling: non lontano di lì, a Seligenstadt, in un anno imprecisato, ma vicino al 1435, nacque Hans Memling, figlio di Hermann.
Fino al suo trasferimento nelle Fiandre, nessun documento attesta vicende della sua vita, ma la sua approfondita conoscenza del trittico del Giudizio Universale del pittore tedesco Stephan Lochner, a Colonia, e l'esser stato indicato come proveniente da Magonza nell'atto di morte redatto dal notaio Rombouts de Doppere rende certa la sua permanenza in queste due città negli anni precedenti il 1460.
Analoghi motivi stilistici, che evidenziano la stretta dipendenza delle sue opere giovanili dalla pittura di Rogier van der Weyden, lo fanno ritenere allievo di quest'ultimo, a Bruxelles, nei primi anni sessanta, fino al suo trasferimento a Bruges, dopo la morte del suo maestro avvenuta nel 1464, e il conseguimento della cittadinanza della città fiamminga, il 30 gennaio 1465.

### IlTrittico Donne(1470 circa)

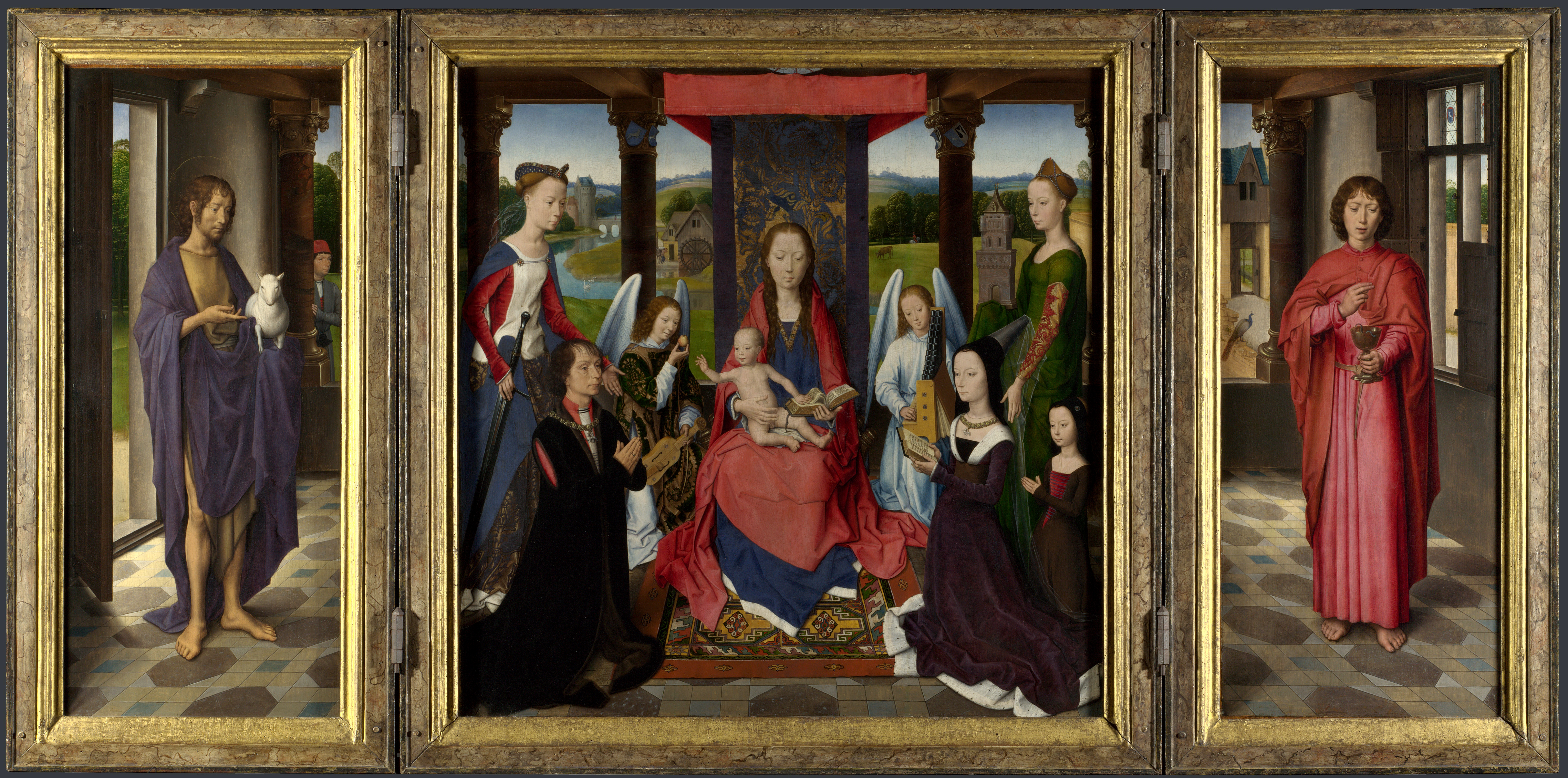
Trittico Donne

A Bruges, dove la stella di Petrus Christus era ormai in declino, Memling colmò un vuoto importante, aggiudicandosi commissioni di prim'ordine. Affiancato da una bottega ben strutturata, avviò un'abbondante produzione di dipinti devozionali, in cui si manifesta tutta la sua impressionante capacità operativa, su opere di grandi dimensioni e notevole complessità. A questi lavori intervallò pungenti ritratti, che gli garantirono presto una dilagante fortuna internazionale, dalle città anseatiche all'Italia (compresa l'elitaria Firenze medicea).
Al matrimonio, celebrato a Bruges nel 1468, di Carlo il Temerario con la principessa Margherita di York, figlia di Riccardo Plantageneto, III duca di York, parteciparono molti nobili inglesi, fra i quali sir John Donne di Kidwelly, che proprio in quell'occasione dovette conoscere il pittore, al quale commissionò il trittico che porta il suo nome. Non è noto quando Memling abbia iniziato a dipingerlo, né quando sia stato terminato: la data dovrebbe aggirarsi intorno al 1470.
Si tratta di un piccolo microcosmo che riflette una cultura raffinatissima, ma ormai idealizzata. Considerazioni analoghe valgono anche per la tavola della Passione di Torino o per quella di Monaco di Baviera.

### IlTrittico di Danzica(1473 circa)

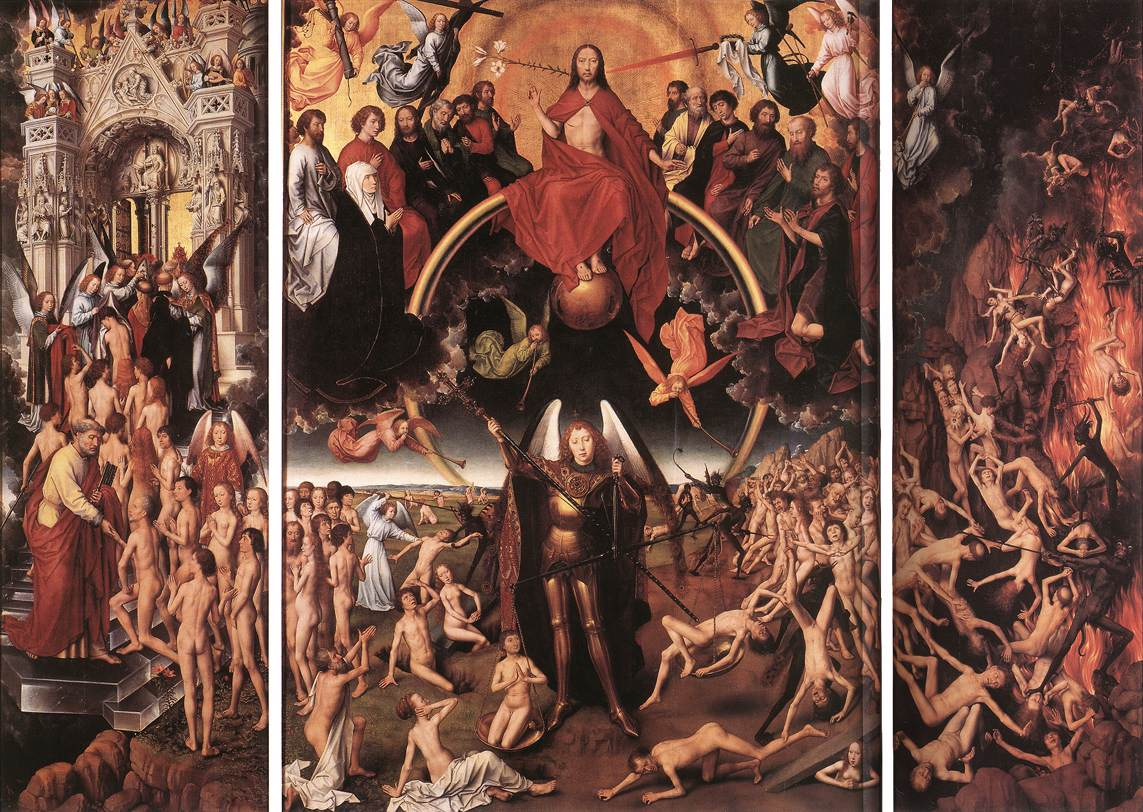
Trittico di Danzica

Un'altra opera di grande impegno di quegli anni è il Trittico di Danzica, raffigurante il Giudizio Universale. Venne avviato sempre attorno tra il 1467 e il 1473 per il banchiere fiorentino Angelo Tani, direttore del Banco Medici a Bruges, e per la moglie Caterina Tanagli, i cui nomi furono identificati dagli stemmi di famiglia dipinti nei due pannelli. Diretto in nave a Firenze, venne rubato con tutta la merce trasportata dai corsari nella Manica e portata a Danzica per farne dono alla cattedrale locale.
Proprio dal confronto con il celebre Polittico del Giudizio Universale di Rogier van der Weyden, al quale Memling si ispirò, «si vede quanto Memling fosse più progredito: Rogier suddivise la scena in nove tavole che non hanno un nesso molto organico tra di loro, mentre Memling concepisce la superficie del quadro come un tutto unitario; in Rogier troviamo ancora chiaramente il rapporto con le sculture medievali, mentre Memling persegue compiti puramente pittorici; Rogier, infine, si accostò soltanto con grande cautela al problema del nudo, invece il maestro della fine del secolo si distingue proprio per aver dato con particolare predilezione, in questo soggetto più che mai adatto allo scopo, un numero per quanto possibile alto di movimentati nudi maschili e femminili», rilevando altresì la loro «foggia morbida ed elegante» e la «toccante espressione del viso».

### Altre opere degli anni settanta

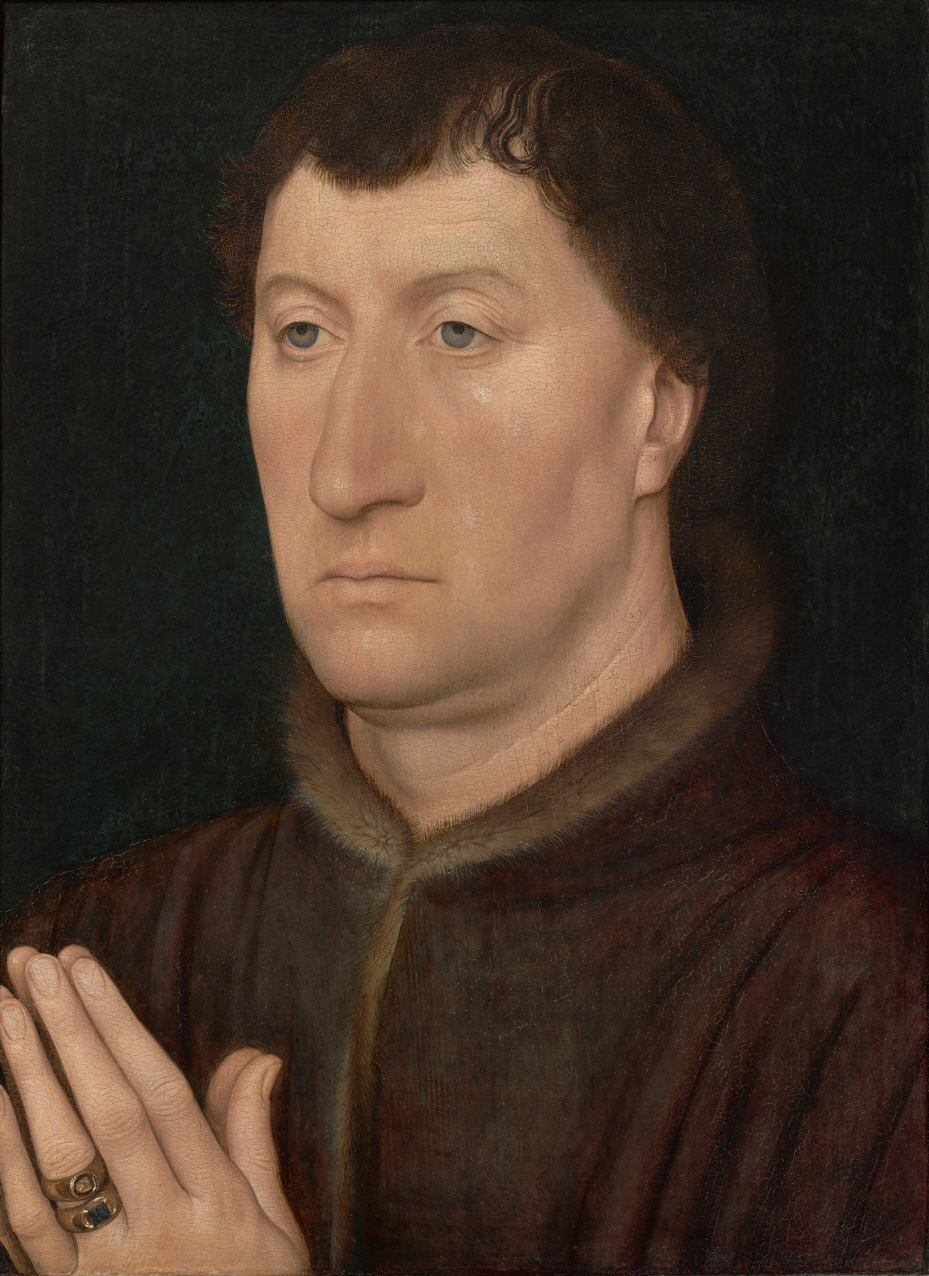
Ritratto del canonico Gilles Joye

Tanto la Madonna col Bambino, sant'Antonio e un devoto, oggi nella National Gallery of Canada di Ottawa, che il Ritratto di Gilles Joye, del Clark Art Institute di Williamstown (Massachusetts), sono datati dal pittore stesso all'anno 1472. Quest'ultima tavola porta sul retro il nome del personaggio ritratto, che fu canonico della chiesa di San Donaziano di Bruges e musicista della cappella musicale della corte borgognona.
Dal 1473 Memling risulta iscritto nella Confraternita della Madonna della Neve, alla quale appartengono notabili di Bruges e perfino il duca Carlo il Temerario.
Al 1475 risale la piccola tavola della Vergine che mostra il Cristo dolente, a Melbourne, dove Gesù, benché deposto dalla croce, non è rappresentato come morto ma piuttosto come Christus patiens, sofferente. Sullo sfondo sono dipinti tutti i segni della Passione, dalla colonna con le verghe alle mani nei diversi gesti delle percosse e dello scherno, dalle figure dei sommi sacerdoti a quelle di Erode e di Pilato, dalla croce alla testa di Giuda impiccato.

### Il trittico delMatrimonio mistico di santa Caterina(1479)

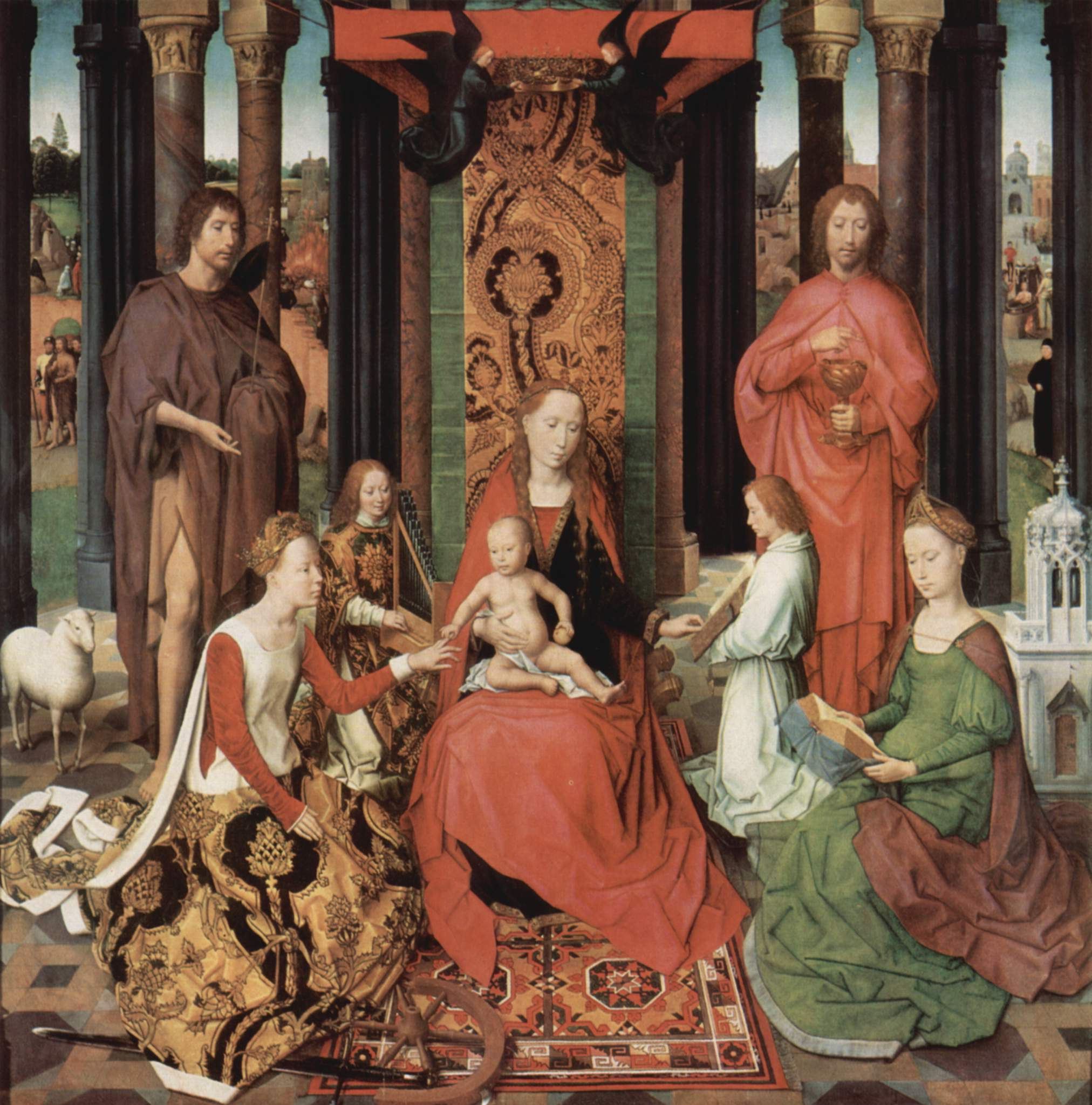
Il trittico del Matrimonio mistico di santa Caterina con Gesù: Madonna con Bambino in trono, Santa Barbara, San Giovanni Battista, San Giovanni Evangelista, santa Caterina d'Alessandria, angeli

Il trittico del Matrimonio mistico di santa Caterina (o di san Giovanni) fu un punto di arrivo per la spettacolare ricchezza dei dettagli e la maggiore interrelazione tra i personaggi. Fu commissionato dai due frati e dalle due suore che presiedevano l'Ospedale di San Giovanni di Bruges (ora sede del Memlingmuseum) nel 1475 ed è firmato e datato 1479. Il pannello centrale ripropone la composizione di quello del Trittico Donne con poche varianti.
L'eleganza sofisticata e malinconica delle figure si sta ormai cristallizzando allontanandosi dagli sconvolgimenti che interessavano le Fiandre in quell'epoca: la pittura di Memling, priva di sostanziali variazioni nel corso degli anni, arriva così a simboleggiare la stagione che sta portando la città di Bruges fuori dal vivo dell'attualità.

### La piena maturità
Nello Hans Memlingmuseum sono conservate altre opere del Maestro: oltre al dittico van Nieuwenhove e al capolavoro dell'artista, il Reliquiario di sant'Orsola, un Ritratto di donna, erroneamente identificata dalla tradizione con la Sibilla Persica, datato 1480; il Trittico Floreins, datato 1479, la cui tavola centrale rappresenta una Adorazione dei Magi: esso fu commissionato dai cancelliere di Bruges e professo dell'Ospedale San Giovanni Jan Floreins; il Trittico Reins, datato verso il 1480, commissionato da Adriaan Reins, converso dell'Ospedale, la cui tavola centrale rappresenta un Compianto di Cristo che Memling replicò con poche varianti altre due volte, una delle quali è conservata nella Galleria Doria Pamphilj di Roma.
Il nome di Memling appare poi in una lista di sovversivi redatta da Massimiliano I d'Austria nel 1480: nel 1477, dopo la sua morte simulata e la morte di Carlo l'audace, Memling venne assunto per realizzare un altare nella cappella di Bruges. L'opera, dedicata ai Sette dolori di Maria, è uno dei suoi capolavori.
L'opera di Memling, delicata nei colori e caratterizzata da forme di estrema grazia, venne presto notata anche in Italia da committenti come il cardinale Grimani ed il cardinale Bembo a Venezia, oltre ai Medici di Firenze.

### Reliquiario di sant'Orsola
Il capolavoro maturo di Memling è il Reliquiario di sant'Orsola conservato nella sede dell'antico ospedale di Bruges, probabilmente realizzato nel 1480: pregevoli di quest'opera sono l'attenzione ai particolari, la delicatezza delle figure, la varietà del paesaggio retrostante, la resa del panneggio e della stoffa.
Quest'attenzione verrà eguagliata solo dal San Cristoforo con i santi del 1484 e, in parte, dalla Crocifissione del 1491, nel pannello centrale del celebre Polittico della Passione eseguito per il Duomo di Lubecca e oggi al Museumsquartier St. Annen.

Il  Polittico della Passione

### Fase tarda
Nel pieno dell'indebolimento delle Fiandre, rispetto alla precedente, sfolgorante stagione commerciale e artistica, Memling si assestò su uno stile cristallizzato, fatto di figure rassicuranti, estranee agli accenti drammatici e disposte in ambienti sempre simmetrici e ordinati. Nell'ultima stagione dell'attività dell'artista, dalla fine degli anni ottanta alla morte nel 1494, rielaborò gli elementi della grande tradizione locale, creando un linguaggio armonioso e misurato.
I registri dell'epoca attestano la presenza di due apprendisti con lo stesso cognome di Memling, ma la loro identità e la loro opera rimane sconosciuta, come le circostanze di morte del pittore, che lasciò una cospicua eredità.

## Opere

### Fase giovanile (1467-1471)
- Presentazione al Tempio, 1463, olio su tavola, 60×48 cm, Washington, National Gallery of Art
- Madonna col Bambino in trono e due angeli musicanti, 1465-1467, olio su tavola, 75,4×52,3 cm, Kansas City, Nelson-Atkins Museum of Art
- Madonna col Bambino in un paesaggio, 1467 circa, olio su tavola, 50×29 cm, Parigi, collezione Rotschild
- Trittico di Jan Crabbe, 1467-1470, olio su tavola, 78×63 cm (pannello centrale) e 83,3×26,7 cm (pannelli laterali), Vicenza, Museo civico
- Annunciazione, 1467-1470, olio su tavola, 83,3×26,5 cm (ciascuno scomparto), Bruges, Groeninge Museum
- Trittico di Danzica, 1467-1473 circa, olio su tavola, 221×161 cm (pannello centrale) e 223,5×72,5 cm (ciascuno scomparto laterale), Danzica, Museo Nazionale
- Ritratto di una donna anziana, 1468-1470, olio su tavola, 25,6×17,7 cm, Houston, Museum of Fine Arts
- Ritratto di Tommaso Portinari, 1470 circa, olio su tavola, 44,1×33,7 cm, New York, Metropolitan Museum
- Ritratto di Maria Portinari, 1470 circa, olio su tavola, 44,1×34 cm, New York, Metropolitan Museum
- Trittico dell'infanzia di Cristo, 1470 circa, olio su tavola, 96,4×147 cm (pannello centrale) e 98×63,5 cm (ciascun pannello laterale), Madrid, Museo del Prado
- Natività, 1470-1472 circa, olio su tavola, 28,6×21,3 cm, Colonia, Museum für angewandte Kunst
- Trittico Donne, 1470-1475 circa, olio su tavola, 70,5×70,5 cm (scomparto centrale), 70,5×30,5 cm (ciascuno scomparto laterale), Londra, National Gallery
- Passione di Torino, 1471 circa, olio su tavola, 56,7×92,2 cm, Torino, Galleria Sabauda

### Fase intermedia (1472-1480)
- Trittico dell'Adorazione dei Magi, 1470-1472, olio su tavola, 95x271 cm, Madrid, Museo del Prado
- Ritratto di Gilles Joye, 1472, olio su tavola, 30,5×22,4 cm, Williamstown, Clark Art Institute
- Madonna col Bambino, sant'Antonio abate e il committente, 1472, olio su tavola, 93×55 cm, Ottawa, National Gallery of Canada
- Ritratto di Gilles Joye, 1472, Williamstown, Massachusetts, Sterling and Francine Clark Art Institute
- Ritratto di anziano, 1472-1475 circa, olio su tavola, 34×29 cm, Berlino, Gemäldegalerie
- Ritratto di anziana, 1472-1475 circa, olio su tavola, 35×29 cm, Parigi, Museo del Louvre
- Trittico di santa Caterina d'Alessandria (o Trittico di san Giovanni), 1474-1479, olio su tavola, 173,6×173,7 cm (pannello centrale), 176×78,9 cm (ciascuno scomparto laterale), Bruges, Hans Memlingmuseum
- Dittico di Jean de Cellier, 1475 circa, olio su tavola, 25×15 cm (ciascuno scomparto), Parigi, Museo del Louvre
- Ritratto di giovane orante, 1475 circa, olio su tavola, 38,7×25,4 cm, Londra, National Gallery
- Martirio di san Sebastiano, 1475 circa, olio su tavola, 67,4×67,7 cm, Bruxelles, Musées Royaux des Beaux-Arts
- Vergine che mostra il Cristo dolente, 1475 o 1479, olio su tavola, 27,4×19,9 cm, Melbourne, National Gallery of Victoria
- Angelo col rametto di olivo, 1475-1480 circa, olio su tavola, 16×10 cm, Parigi, Museo del Louvre
- Compianto di Cristo, 1475-1480, olio su tavola, Roma, Galleria Doria Pamphilj
- Trittico del riposo dalla fuga in Egitto, 1475-1480 circa, olio su tela, 47×26 cm (pannello centrale), Parigi, Museo del Louvre
- Cristo benedicente, 1478, olio su tavola, 38,1×28,2 cm, Pasadena, Norton Simon Museum of Art
- Ritratto di arciere, 1478-1480, olio su tavola, 31,9×25,8 cm, Washington, National Gallery of Art
- Ritratto d'uomo, 1478-1480, olio su tavola, 31,8×27,1 cm, Windsor, Royal Collection
- Trittico Floreins, 1479, olio su tavola, 46,3×57,4 cm (pannello centrale), 48×25 cm (ciascuno scomparto laterale), Bruges, Hans Memlingmuseum
- San Michele arcangelo, 1479 circa, olio su tavola, 37×16 cm, Londra, Wallace Collection
- Matrimonio mistico di santa Caterina d'Alessandria, 1479-1480, olio su tavola, 67×72 cm, New York, Metropolitan Museum
- Allegoria con una vergine, 1479-1480, olio su tavola, 38,3×31,9 cm, Parigi, Museo Jacquemart-André

### Fase matura (1480-1489)
- Vergine con angeli musicanti, 1480, olio su tavola, 40×29 cm, Monaco di Baviera, Alte Pinakothek
- Sibylla Sambetha, 1480, olio su tavola, 38×26,5 cm, Bruges, Hans Memlingmuseum
- Venuta e trionfo di Cristo, 1480, olio su tavola, 81.3×189.2 cm, Monaco di Baviera, Alte Pinakothek
- Trittico di Adriaan Reins, 1480, olio su tavola, 43,8×35,8 cm (pannello centrale), 45,3×15,3 cm (ciascuno scomparto laterale), Bruges, Hans Memlingmuseum
- Vergine che mostra il Cristo dolente, 1480 circa, olio su tavola, 52×36 cm, Granada, Museo de la Capilla Real
- Ritratto d'uomo in preghiera in un paesaggio, 1480 circa, olio su tavola, 30×22 cm, L'Aia, Mauritshuis
- Ritratto d'uomo sotto una loggia, 1480 circa, olio su tavola, 40×28 cm, New York, Metropolitan Museum
- Ritratto d'uomo con una medaglia romana, 1480 circa, olio su tavola, 31×23,2 cm, Anversa, Koninklijk Museum voor Schone Kunsten
- Ritratto di ignoto in un paesaggio, 1480 circa, olio su tavola, 38×27 cm, Firenze, Uffizi
- Uomo con la lettera, 1480 circa, olio su tavola, 35×26 cm, Firenze, Uffizi
- Ritratto di uomo in un paesaggio, 1480 circa, olio su tavola, 26×20 cm, Venezia, Gallerie dell'Accademia
- Madonna col Bambino in trono e un angelo, 1480 circa, olio su tavola, 66×46,5 cm, Berlino, Gemäldegalerie
- Madonna col Bambino in trono, 1480 circa, olio su tavola, 81×55 cm, Berlino, Gemäldegalerie
- Trittico della Crocifissione, 1480/1485, olio su tavola, Budapest, Szépmuvészeti Muzeum
- Cristo dolente, 1480-1490 circa, olio su tavola, 53,4×39,1 cm, Genova, Palazzo Bianco
- Mater Dolorosa, 1480-1490 circa, olio su tavola, 55×33 cm, Firenze, Galleria degli Uffizi
- Madonna del Roseto, 1480-1490 circa, olio su tavola, 37,7×27,7 cm, Madrid, Museo del Prado
- Madonna col Bambino, 1480-1490 circa, olio su tavola, 45×32 cm, Lisbona, Museu Nacional de Arte Antiga
- Trittico di Cristo tra angeli cantanti e musicanti, 1480-1490 circa, olio su tavola, 164×212 cm (pannello centrale) e 165×230 cm (ciascun pannello laterale), Anversa, Koninklijk Museum voor Schone Kunsten
- Cristo benedicente, 1481, olio su tavola, 34,8×26,2 cm, Boston, Museum of Fine Arts
- Ritratto di Willem Moreel, 1482 circa, olio su tavola, 39×29,7 cm, Bruxelles, Musées Royaux des Beaux-Arts
- Ritratto della moglie di Willem Moreel, 1482 circa, olio su tavola, 39×29,7 cm, Bruxelles, Musées Royaux des Beaux-Arts
- Dittico di san Giovanni e la Veronica, 1483 circa, olio su tavola,
  - San Giovanni, 31,6×24,4 cm, Monaco di Baviera, Alte Pinakothek
  - Veronica, 31,2×24,4 cm, Washington, National Gallery of Art
- Trittico della famiglia Moreel, 1484, olio su tavola, 141×174 cm (pannello centrale), 141×87 cm (ciascuno scomparto laterale), Bruges, Groeninge Museum
- Betsabea, 1485, olio su tavola, 191×84 cm, Stoccarda, Staatsgalerie
- Trittico della Madonna in trono, 1485 circa, olio su tavola, 69×47 cm (pannello centrale), 63,5×18,5 cm (ciascuno scomparto laterale), Vienna, Kunsthistorisches Museum
- Adamo ed Eva, 1485 circa, olio su tavola, 69,3×17,3 cm (ciascuno), Vienna, Kunsthistorisches Museum
- Trittico della vanità terrena e della salvezza divina, 1485 circa, olio su tavola, 22×15 cm (ciascuno scomparto), Strasburgo, Musée des Beaux-Arts
- Cristo alla colonna, 1485-1490 circa, olio su tavola, 58,8×34,3 cm, Barcellona, collezione Mateu
- San Girolamo, 1485-1490 circa, olio su tavola, 87,8×59,2 cm, Basilea, Öffentliche Kunstsammlung
- San Girolamo e il leone, 1485-1490 circa, olio su tavola, 37×24,5 cm, collezione privata
- Ritratto di giovane, 1485-1490 circa, olio su tavola, 29,2×22,5 cm, Madrid, Museo Thyssen-Bornemisza
- Dittico dell'allegoria del Vero Amore, 1485-1490 circa, olio su tavola, 43×18 (ciascun pannello)
  - Valva sinistra, New York, Metropolitan Museum
  - Valva destra, Rotterdam, Museo Boijmans Van Beuningen
- Dittico di Maarten Nieuwenhove, 1487, olio su tavola, 52×41,5 cm (ciascuno scomparto), Bruges, Ospedale di San Giovanni
- Trittico di Benedetto Portinari, 1487, olio su tavola,
  - Madonna col Bambino, 41,5×31,5 cm (pannello centrale), Berlino, Gemäldegalerie
  - San Benedetto, 45×34 cm (scomparto sinistro), Firenze, Galleria degli Uffizi
  - Ritratto di Benedetto Portinari in preghiera, 45×34 cm (scomparto destro), Firenze, Galleria degli Uffizi

e 45×34 cm (ciascuno scomparto laterale), Berlino, Gemäldegalerie
- Ritratto di giovane in preghiera, 1487 circa, olio su tavola, 16×12 cm, Banbury, Upton House
- Vergine del solletico, 1487-1490, olio su tavola, diametro 18 cm, collezione privata
- Madonna col Bambino tra i santi Jacopo e Domenico, 1488-1490, olio su tavola, 130,3×160 cm, Parigi, Museo del Louvre
- Reliquiario di sant'Orsola, 1489, cassa in legno intagliato e dorato con inserti pittorici a olio su tavola, 87×33×91 cm, Bruges, Hans Memlingmuseum
- Annunciazione, 1489 circa, olio su tavola, 79×55 cm, New York, Metropolitan Museum

### Fase tarda (1490-1494)
- Natura morta con vaso di fiori, 1490 circa, olio su tavola, 29,2×22,5 cm, Madrid, Museo Thyssen-Bornemisza
- Ritratto di Folco Portinari (?), 1490 circa, olio su tavola, 35×25 cm, Firenze, Galleria degli Uffizi
- Ritratto d'uomo che legge, 1490 circa, olio su tavola, 45×32,5 cm, Sibiu, Museo Brukenthal
- Ritratto di donna in preghiera, 1490 circa, olio su tavola, 45×32,5 cm, Sibiu, Museo Brukenthal
- Vergine in piedi col Bambino, 1490 circa, olio su tavola, 43×36 cm, Bucarest, Aurora Art Fund
- Trittico della Resurrezione, 1490 circa, olio su tavola, 62×45 cm (pannello centrale) e 62×19 cm (ciascuno scomparto laterale), Parigi, Museo del Louvre
- Madonna in trono tra due angeli, 1490-1491, olio su tavola, 57×42 cm, Firenze, Galleria degli Uffizi
- Cristo dolente, post 1490, olio su tavola, 12,9×92,2 cm, Esztergom, Christian Museum
- Polittico della Passione, 1491, olio su tavola, 205×150 cm (pannello centrale) e 205×75 cm (ciascun pannello laterale), Lubecca, Museumsquartier St. Annen
- Dittico della deposizione, 1492-1494, olio su tavola, 53,8×38,3 cm (ciascuno), Granada, Capilla Real

## Mostre
- Memling, Rinascimento fiammingo, Scuderie del Quirinale (2014-18 gennaio 2015).